# Borgå medborgarinstitut
Borgå medborgarinstitut är ett medborgarinstitut grundat 1946. Institutet ägs av Borgå stad i Finland. Borgå ligger 50 km öster om Helsingfors vid Finlands sydkust. Administrativt hör institutet till stadens kultur- och fritidstjänster. Borgå medborgarinstitut verkar med upprätthållartillstånd och statsandelar av Undervisnings- och kulturministeriet inom sektorn fritt bildningsarbete.

## Historia
Borgå medborgarinstitut grundades i februari 1946 som en tvåspråkig läroinrättning. Den dåvarande Skolstyrelsen beslöt redan ett par månader senare att verksamheten ska delas på språklig grund till separata medborgarinstitut. Förutom dessa två kommunala institut grundades sedan också i Borgå landskommun 1949 det privata Arbetarinstitutet i Tolkis av företaget August Eklöfs fabriker. De kommunala medborgarinstituten i Borgå ändrade namn från arbetarinstitut till medborgarinstitut på grund av en lagändring år 1965.
I början av 1971 utvidgades medborgarinstitutens verksamhetsområde så att den dåvarande landskommunen och Askola kommun kom med i verksamheten. År 1977 sammanslogs Arbetarinstitutet i Tolkis med Borgå medborgarinstitut.
De kommunala instituten höll i början sin verksamhet i skollokaler, kansalaisopisto verkade i Keskuskoulu under åren 1957 – 1981 och Borgå medborgarinstitut verkade i Kvarnbackens skola under åren 1957 – 1979. På hösten 1979 fick Borgå medborgarinstitut egna lokaler i Lyceiparkens skola. Dessa egna lokaler innehöll kansli och arbetsrum samt fyra egna klassrum.
Systerinstitutet Porvoon kansalaisopisto i sin tur fick 1982 egna lokaler som också ligger i centrum i Borgå i Opistotalo (som i dag kallas KoMbi-huset) på Mannerheimgatan 15. Denna byggnad har tidigare fungerat som folkskola och bibliotek och renoverades nu för det finska medborgarinstitutets behov. Förutom de administrativa lokalerna finns här fyra klassrum och en datasal som är anpassade för vuxenundervisning.
På initiativ av utbildningsnämnden och med beslut av stadsstyrelsen sammanslogs de två enspråkiga medborgarinstituten till ett tvåspråkigt institut 1.1.2014. KoMbi (KansalaisOpistoMedBorgarInstitut)
Borgå medborgarinstitut erhöll 2006 som ett av fyra medborgarinstitut Undervisnings- och kulturministeriets kvalitetspris. Temat för kvalitetspriset år 2006 var förmågan att bredda deltagarunderlaget.
Ordinarie rektorer vid Borgå medborgarinstitut:
- Tor-Stefan Karsten 1946 - 1948
- Elof Falenius 1948 - 1972
- Roger Andersson 1972 - 1984
- Rainer Johansson 1984 - 1996
- Maria Malin 1996 - 2013

Efter samgång till ett tvåspråkigt institut, KoMbi
- Pertti Jääskä 2014 - 2021
- Annelie Åkerman-Anttila 2022 -

## Verksamheten i dag
Verksamheten, vid det idag tvåspråkiga medborgarinstitutet ,är öppen för alla oberoende av hemort och modersmål. Kurserna, främst för vuxna, planeras och förverkligas  i enlighet med fem ledande principer
- tvåspråkig service
- utbildning enligt eget val
- kurser för olika målgrupper
- utlokaliserad verksamhet på så sätt att kurser hålls också ute i byar och glesbygden
- kursutbudet baserar sig på kommuninvånarnas behov och önskemål.

Kurserna planeras och förverkligas därför i samarbete med andra lokala aktörer såsom byaföreningar, kulturföreningar, Borgå stads olika enheter vars mål är att utbilda och aktivera invånarna. Den nuvarande ämnesfördelningen i storleksordning: språk, hälsa, praktiska färdigheter, konstämnen och teater, digitala ämnen, musik och dans, samhällsämnen och navigation. Finansieringen av verksamheten i dag bygger på statsandelar, kommunal finansiering, projektbidrag och deltagarnas egen finansiering i form av kursavgifter.
Borgå medborgarinstitut är medlem i två intressebevakande organisationer Bildningsalliansen och Medborgar- och arbetarinstitutens förbund